# 養基村
養基村（やぎむら）は、かつて岐阜県揖斐郡にあった村である。
昭和の大合併のさいに分割され、現在の揖斐郡揖斐川町南部（脛永）と池田町北部（粕ヶ原・田中・沓井）に該当する。
村名は養基神社に由来する。

## 歴史
- 江戸時代末期、この地域は美濃国池田郡であり、大垣藩領、旗本領であった。
- 1897年（明治30年）4月1日[1] - 大野郡の一部と池田郡が合併して揖斐郡となる。
- 1897年（明治30年）4月1日 - 粕河原村、田中村、沓井村、脛永村が合併し発足。
- 1956年（昭和31年）9月30日 - 分割により、西部（旧・粕河原村、田中村、沓井村）は池田町に、東部（旧・脛永村）は揖斐川町に編入される。同日養基村廃止。

### 分割編入の経緯
- 粕川以南の揖斐郡の南部（温知村[2]、八幡村、宮地村、養基村）は、共同で揖斐郡学校組合立揖南中学校（現・池田町立池田中学校）を設置しており、1953年（昭和28年）には、この4ヶ村での合併が決められ協議会が設置される。
- 養基村はこの4ヶ村の合併でほぼまとまっていたが、揖斐町との関係も深く、一部の住民からは揖斐町との合併という意見も出てきた。そのような中、揖斐町から合併の申し込みが行なわれる[3]。このことは住民のみならず村議会での対立を招くことになる。
- 養基村を除く3ヶ村は1955年（昭和30年）4月1日に合併し町制施行、池田町となる。
- 話し合いの末、東部（旧・脛永村）は揖斐川町[4]に、西部（旧・粕河原村、田中村、沓井村）は池田町への編入となる。そのさい、小学校はそのままとすることとなり、現在でも池田町にある養基小学校の校区は、旧・養基村の地域である[5]。

## 学校
- 養基村立養基小学校 （現・養基小学校養基保育所組合立養基小学校）
- 中学校は揖斐郡学校組合立揖南中学校へ通学。1957年から揖斐川町立揖斐中学校へ。

## 鉄道
- 近鉄養老線
  - 揖斐駅

## 神社
- 養基神社